# Венцел Милер
Венцел Милер (Мјестечко Трнавка, 26. септембар 1767 — 3. август 1835) био је аустријски композитор и диригент. Са својих 166 опера важи за најплоднијег оперског композитора свих времена.

## Биографија
Рођен је 26. септембра 1767. у Мјестичку Трнавка, у Моравској. Студирао је код Карла Дитерса Фон Дитерсдорфа и у младости је наступао као позоришни музичар. Године 1786. постао је хоровођа у позоришту у Леополдштату, у Бечу. После неколико година немачког позоришта у Прагу од 1807. до 1813. године, вратио се у Леополдштат, где је радио до 1830. године. Под његовим вођством позориште је постало једно од најважнијих места у бечком музичком животу. 
Био је популаран и плодан композитор, произвевши више од 250 дела. Иако је написао неколико популарних сценских дела, његове уметничке песме су његово трајно наслеђе. Често поседујући духовну музику и текстове или изражавајући велику нежност, Милерове песме биле су изузетно популарне, а нека дела која је написао са Фердинандом Рајмундом остају у бечком репертоару. Његова опера Die Schwestern von Prag обезбедила је тему за Бетовенову Kakadu Variations за клавирски трио.
Женио се два пута, имао је петоро деце међу којима је Тереза Гринбаум, сви су постали оперски певачи. Преминуо је 3. августа 1835. у Бадену.